# Майкоски, Блейк
Блейк Майко́ски (англ. Blake Mycoskie; 26 августа 1976, Арлингтон, Техас, США) — американский предприниматель, писатель и филантроп. Наиболее известен как основатель компании Toms Shoes (стилизовано под TOMS Shoes), существующей с 2006 года.

## Ранние годы и образование
Майкоски родился в Арлингтоне, штат Техас в семье хирурга-ортопеда Майка Майкоски и писательницы Пэм Майкоски. Изначально посещал арлингтонскую старшую школу имени Джеймса Мартина и впоследствии перевелся в епископальную школу Святого Стефана, которую закончил в 1994 году. Майкоски, начавший играть в большой теннис в возрасте 10 лет, получил частичную спортивную стипендию на обучение в Южном методистском университете в 1995 году и в качестве профильных специальностей выбрал философию и бизнес. На втором курсе после травмы ахиллова сухожилия он покинул университет и основал свой первый бизнес, прачечную EZ Laundry. Первоначально ориентированная на ЮМУ, в кампусе которого отсутствовала прачечная, компания увеличила персонал до 40 человек и, в конечном счёте, расширилась до обслуживания трёх университетов приблизившись к миллиону долларов прибыли. В 1999 году Майкоски продал бизнес своему партнеру.

## Карьера
После колледжа Майкоски переехал в Нэшвилл, чтобы основать агентство наружной рекламы Mycoskie Media, сосредоточенное в основном на маркетинг кантри-музыки. Агентство стало быстро приносить прибыль, и спустя девять месяцев после своего запуска было куплено медиакомпанией iHeartMedia, называвшейся на тот момент Clear Channel.
В 2001 Майкоски и его сестра Пейдж участвовали в кастинге реалити-шоу «Выживший». Член съемочной группы рассказал им о дебютировшем шоу «Удивительного гонка», участниками второго сезона которого они стали впоследствии, заняв третье место. В том же году Майкоски переехал в Лос-Анджелес.
В Лос-Анджелесе Майкоски стал соучредителем кабельной сети Reality Central вместе с Ларри Неймером, основателем кабельного и спутникового телеканала E!.

## Личная жизнь
Супруга Майкоски, Хизер Ланг, с которой он познакомился во время работы в Toms, является инициатором программы Toms Loves Animals, запущенной в 2014. Его сестра Пейдж — соучредитель и дизайнер бренда одежды Aviator Nation. Его брат, Тайлер, занимается маркетингом в Toms. Майкоски является заядлым игроком в гольф и рыбаком-нахлыстовиком.

## Награды и звания
- Harvard T.H. Chan School of Public Health Next Generation Award, April 9, 2015[11][12]
- USA Today, «Five Best Communicators In The World» 2013[13]
- ISPA Humanitarian Award (2013)[14]
- Fortune «40 Under 40» (2011)[15]
- ABC News Person of the Week (2011)[16]
- Bloomberg Businessweek «America’s Most Promising Social Entrepreneurs» (2008)[17]
- People «Heroes Among Us» (2007)[18]
- People’s Design Award from the Cooper-Hewitt National Design Museum (2007)[19]